# 岩館真理子
岩館 真理子（いわだて まりこ、1957年2月8日 - ）は、日本の漫画家。北海道札幌市出身。

## 来歴
1973年（昭和48年）、『週刊マーガレット』（集英社）秋の増刊号に掲載された「落第します」でデビュー。以後、同誌を中心に執筆。70年代は陸奥A子・田渕由美子などに代表される、いわゆる乙女チックラブコメ風の作品を発表していたが、80年代に入ってからシリアスものに路線を変更している。90年代からは主にヤングユーなどの女性誌で執筆している。
作風は、大人の女性の等身大の恋愛を描いたものから、少女を主人公にした幻想的なものまで幅広く、繊細な感受性から生み出される独特の作品世界は、淡麗な絵柄とも相まって、多くの読者の支持を集めている。
1992年、『うちのママが言うことには』で、第16回講談社漫画賞を受賞。このほかの代表作に『1月にはChristmas』、『アリスにお願い』などがある。長い漫画家生活の中で、漫画の描き方が分からなくなるようなスランプにも、度々見舞われたことがあるという。
大塚英志は、岩館を「大人の少女まんが（レディースコミックではない）という新しい形を作った漫画家」と評価し、『ヤングユー』などの女性誌の発展に彼女が果たした役割は小さくないと指摘している。
ZARDの坂井泉水は好きな人の1人に名前を挙げており自身の作品タイトルに「遠い星を数えて」がある。また、作家のよしもとばななは大きな影響を受けた人物に岩館の名前を挙げている。
近年はあまり作品を発表していないが（最近作は「Cocohana」2012年7月号掲載の『菫子』）、2014年9月から10月まで東京・港区で開催された「わたしのマーガレット展～マーガレット・別冊マーガレット　少女まんがの半世紀～」展では「週刊マーガレット」時代の自作の原画を出品した。

## 人物
- 猫を飼っており、猫に関するエッセイ漫画も数多く執筆している
- 好きな作家はオー・ヘンリー、好きな映画は『ベニスに死す』[5]

## 作品リスト
※単行本のみ。年数表記は単行本の刊行年、巻数表記のないものは全1巻。

### 週刊マーガレット連載
- おしおきしちゃうから!（1976年）
- 初恋時代 前編・後編（1977年、全2巻）
- ふたりの童話（1977-1978年、全3巻）
- 春がこっそり（1977年）
- グリーンハウスはどこですか?（1978年）
- 17年目（1979年）
- となりの住人（1980年）
- チャイ夢（1981年）
- 4月の庭の子供たち（1981年）
- 乙女坂戦争（1982年）
- ふくれっつらのプリンセス（1982年）
- ガラスの花束にして（1983年、全2巻）
- えんじぇる（1983年）
- 1月にはChristmas（1984年）
- 森子物語（1984年、全2巻）
- わたしが人魚になった日（1985年）
- おいしい関係（1986年、全2巻） - 槇村さとるの同名作品とは無関係
- 週末のメニュー（1986年）
- 遠い星をかぞえて（1987年）
- まるでシャボン（1987年、全2巻）
- きみは3丁目の月（1988年）
- 五番街を歩こう（1989年）

### YOU・（別冊）ヤングユー連載
- うちのママが言うことには（1988-1995年、全5巻、文庫版全3巻）
- 冷蔵庫にパイナップル・パイ（1990-1995年、全3巻、文庫版全2巻）
- アリスにお願い（1991年）
- 白いサテンのリボン（1994年）
- キララのキ（1997-1998年、全4巻）
- 薔薇のほお（1999年）
- アマリリス（2001-2004年、全4巻）
- まだ八月の美術館（2001年）
- 見上げてごらん（2007年）

### その他
- 子供はなんでも知っている（ぶ〜け〔集英社〕連載、1990-1996年、全4巻、文庫版全2巻）
- 雲の名前（ヤングロゼ〔角川書店〕連載、1993年）
- 月と雲の間（モーニングマグナム増刊連載）
- もういちど逢いたい猫（flowers〔小学館〕掲載、2009年。『ドラララらん』（2004 - 2007年発表）収録。単行本は逢坂みえこ・波津彬子らとのオムニバス）
- どこかにある猫の国（flowers掲載、2013年。『夕暮れバス』（2007・2008年発表）収録。単行本は萩尾望都・波津彬子らとのオムニバス）
- 表紙絵、黒木瞳「夫の浮気」等。

### イラスト集
- 岩館真理子イラストレーションズ （集英社文庫―コミック版、1996年）

### 著書
- わたしたちができるまで（角川書店、大島弓子・小椋冬美との共著）